# Das bucklige Pferdchen (1975)
Das bucklige Pferdchen (russisch Конёк-горбунок, Konjok-gorbunok) ist ein sowjetischer Zeichentrickfilm von Iwan Iwanow-Wano und Boris Butakow aus dem Jahr 1975.

## Handlung
Die drei Söhne eines Bauern gehen abends auf ihr Weizenfeld und finden das Getreide niedergetrampelt. Iwan, der Jüngste, zieht am Rain entlang, um den Übeltäter zu entdecken, während seine Brüder entgegen ihrem Versprechen, Wache zu halten, schlafen. Dem Jungen erscheint ein wundersames Pferd, das durch den Weizen streift und das er einzufangen sucht. Dabei setzt es ihn auf seinen Rücken und fliegt mit ihm durch die Lüfte. Da Iwan keine Angst zeigt, verspricht ihm das wundersame Tier eine Belohnung. Er erhält zwei prachtvolle Pferde sowie ein drittes, das zwar über zwei Höcker und hängende Ohren verfügt, jedoch zauberkundig ist.
Am nächsten Morgen finden die älteren Brüder im Stall die beiden schönen Pferde und stehlen sie umgehend. Das bucklige Pferdchen verspricht dem traurigen Iwan Hilfe und reitet mit ihm davon. In einem Wald finden sie eine Feder des sagenhaften Feuervogels, die Iwan trotz der Warnungen des Pferdchens an sich nimmt.
In der Stadt ist derweil Markttag. Der Zar erblickt hier die schönen Pferde und möchte sie den Brüdern abkaufen. Iwan kommt aber hinzu, gibt sich als wahrer Eigentümer zu erkennen und verkauft die Tiere zu einem guten Preis. Das Gold überlässt er seinen Brüdern. Der Stallmeister des Zaren vermag die Tiere aber nicht zu bändigen, sodass Iwan sie einfangen muss, woraufhin ihm das Amt übertragen wird.
Der ehemalige Stallmeister schwört heimlich Rache. Nachdem er bemerkt, dass Iwan über eine Feder des Feuervogels verfügt, verrät er es dem Zaren. Dieser will das wundersame Tier in seinen Besitz bringen und schickt Iwan aus. Das Pferdchen bringt ihn in einen Wald, in dem die Vögel zu finden sind. Dank eines Tricks kann sich der Junge eines der Tiere bemächtigen und bringt dieses zur Freude des Zaren an den Hof.
Kurz darauf hört der einstige Stallmeister die Erzählung eines alten Mannes über ein wunderschönes Mädchen, das eine Tochter der Sonne sein soll. Er trägt dies seinem Herrn an, der Iwan nach der Schönen ausschickt. Mit dem Pferdchen reist er an die Küste, wo beide ein prächtiges Zelt aufbauen und darin erlesene Speisen bereiten. Das Mädchen lässt sich anlocken und wird von Iwan geraubt.
Der Zar ist erfreut, die Schöne zeigt jedoch kein Interesse an ihm. Als Bedingung legt sie letztlich fest, dass ihr Ring, der auf dem Grund des Ozeans liegt, herbeigeschafft wird. Iwan muss erneut ausziehen und reitet wieder zum Meer. Dort erblickt er einen Wal, der seit 10 Jahren still an der Wasseroberfläche liegen muss, sodass auf seinem Rücken bereits Menschen siedeln. Vom Pferdchen erfährt der Junge, dass der Wal verflucht ist, weil er einst 30 Schiffe verschlang. Iwan überredet die Siedler, den Rücken des Tiers zu verlassen, dieser speit daraufhin die Schiffe samt Besatzung wieder frei. Der Wal ist nun von dem Fluch befreit und verschafft Iwan zum Dank den Ring.
Die Schöne stellt für die Eheschließung noch eine letzte Bedingung. Der Zar soll sich verjüngen, indem er nacheinander in kochend heißer Milch, danach in ebenso heißem Wasser und zuletzt in kaltem Wasser baden. Der ehemalige Stallmeister überredet den Herrscher erneut, Iwan vorzuschicken. Als dieser sich weigert, wird der gefangen genommen und der ehemalige Stallmeister bringt das bucklige Pferdchen in seine Gewalt. Kurz bevor Iwan zu der Probe gezwungen wird, kann es sich jedoch befreien. Es stößt den Stallmeister aus dem Fenster, der dabei in einen Brunnen fällt. Das Pferdchen verhilft ihm dazu, als schöner Jüngling in edlem Gewand aus dem letzten Kessel zu steigen. Der Zar springt nun selbst in die heiße Milch, kommt darin aber um.
Am Ende heiraten Iwan und das schöne Mädchen.

## Hintergrund
Der Film basiert auf dem gleichnamigen Kunstmärchen von Pjotr Jerschow. Insbesondere verfasste er sein Märchen nicht in Prosaform, sondern durchgehend in gereimten Versen. Iwan Iwanow-Wano drehte auf Grundlage der Geschichte bereits 1947 einen Animationsfilm. Da der Regisseur jedoch im Laufe der Jahre keine Möglichkeit fand, die Negative der ursprünglichen Version zu vervielfältigen, drehte er anhand von Originalskizzen eine neue Fassung, die schließlich eine Spiellänge von 71 Minuten hatte. Die Version aus dem Jahr 1947 konnte später zusätzlich restauriert werden und hat eine Länge von 56 Minuten.
Beide Versionen orientieren sich in Erzählung und Dialogen streng an Jerschows Original, auch was die Reimform angeht.
Der Filmkomponist Wiktor Oranski und die an der Bildgestaltung beteiligten Irina Trojanowa und Lew Miltschin arbeiteten an beiden Versionen mit.

## Synchronisation
Georgi Wizin und Anatoli Kubazki waren an beiden Fassungen als Synchronsprecher beteiligt, wobei Wizin jeweils die Stimme des Stallmeisters (спальник, stalnik) sprach. Mit Walentina Sperantowa und Marija Winogradowa wurde die Rolle des Iwan in beiden Fällen von Frauen synchronisiert.
Die Dialoge der DEFA-Synchronisation schrieb Kirsten Steineckert, die Regie übernahm Peter Groeger. Die Schnittfassung fertigte Monika Gramenz, für den Ton war Tilo Kreisel verantwortlich. Die Synchronsprecher sind Michael Pan als Iwan, Holger Mahlich als Pferdchen, Wolfgang Brunecker als Zar, Karl Heinz Oppel als Stallmeister, Irmelin Krause als die Schöne, Dietmar Richter-Reinick und Horst Kempe als Brüder Danilo und Gawrilo sowie Walter Wickenhauser als Sprecher.
Die im russischen Original in Reimform gehaltenen Erzählungen und Dialoge konnten in die deutsche Synchronversion jedoch nicht übernommen werden.

## Veröffentlichungen
Das bucklige Pferdchen wurde am 24. Oktober 1975 in der Sowjetunion uraufgeführt, am 24. Juni 1977 folgte die Veröffentlichung in der DDR. Der Film lief auch außerhalb Europas, u. a. in den Vereinigten Staaten, Japan und Argentinien.
1984 erschien in der BRD eine Video-Fassung, 2005 folgte die deutschsprachige DVD-Version.

## Kritik
Der Filmdienst hält den Film für „liebevoll-poetisch, aber auch aktionsbetont-humorvoll mit märchenüblicher Moral: Der bescheidene, mutige, einfache Held gewinnt die Welt“.
Die Bewertung in der Internet Movie Database liegt bei durchschnittlich 7,6 von 10 Punkten, erhoben aufgrund von 883 Kritiken.

## Auszeichnungen
Das bucklige Pferdchen wurde auf den Internationalen Filmfestivals von Warna und Teheran im Jahr 1979 jeweils mit dem Hauptpreis ausgezeichnet.